# سانتامبروجو دی والپولیچللا
سانتامبروجو دی والپولیچللا (به ایتالیایی: Sant'Ambrogio di Valpolicella) یک کومونه در ایتالیا است که در استان ورونا واقع شده‌است. سانتامبروجو دی والپولیچللا ۲۳٫۵ کیلومتر مربع مساحت و ۱۱٬۷۰۰ نفر جمعیت دارد و ۱۷۴ متر بالاتر از سطح دریا واقع شده‌است. از آثار و ناطق دیدی این شهر می توان به موارد زیر اشاره کرد:
مناظر شامل گودال رومانیایی سان جورجیو است که در قرن دوازدهم بر فراز یک مکان مذهبی لومبارد (و شاید پیش رومی) ساخته شده است. فضای داخلی دارای یک شبستان و دو راهرو ، با همان ارتفاع است که با اسکله ها تقسیم شده است. برخی از دومی با نقاشی های قرن چهاردهم تزئین شده است. زیرزمینهای ستونها دوباره از محرابهای رومی استفاده شده است. این کلیسا همچنین دارای نقاشی های دیواری قرن 11th ، از جمله یک شام آخر است. سیبوریوم نیز قابل توجه است که در زمان سلطنت پادشاه لومباردی لیوتراپ (711-744) ساخته شده است. برج ناقوس و شبدر نیز از قرن دوازدهم میلادی ساخته شده است.

## خواهرخوانده
شهرهای سژانا، اپنهایم و سانت‌آمبروجیو سول جاریلیانو خواهرخوانده‌های سانتامبروجو دی والپولیچللا هستند.